# شرکت می‌سی‌سی‌پی
حباب می‌سی‌سی‌پی (به انگلیسی: Mississippi Bubble) حباب اقتصادی ایجاد شده در کمپانی می‌سی‌سی‌پی، تأسیس شده در ۱۶۸۴ است. این شرکت که در سال ۱۷۱۷، کمپانی غرب شد و در ۱۷۱۹، با نام کمپانی ایندیز گسترش یافت، انحصار کاملی در مناطق فرانسوی در آمریکای شمالی و هند غربی داشت و یکی از نمونه‌های اولیه ایجاد یک حباب اقتصادی است.